# Prix Versailles 2020
A Prix Versailles 6. rendezvénye huszonnégy építményt jutalmazott meg a világon nyolc kategóriában: repülőterek, campusok, állomások és megállók, sport, üzletek, plázák, hotelek, éttermek.

## Naptár
2020. szeptember 16-án jelentették be a világ kiválasztottjait a repülőterek, campusok, állomások és megállók, sport kategóriáknak megfelelően.
2020. október 31-én hirdették ki a 70 kontinensdíjazottat az üzletek, plázák, hotelek, éttermek kategóriákban.
2020. december 17-én adták át a díjakat valamennyi kategóriában.

## A zsűri
| Név                             | Állás                                           | Nemzetiség                |
| ------------------------------- | ----------------------------------------------- | ------------------------- |
| David Adjaye                    | Építész                                         | Egyesült Királyság        |
| Baltasar Kormákur               | Filmrendező                                     | Izland                    |
| Francesco Bandarin (zsűrielnök) | Az UNESCO volt kulturális főigazgató-helyettese | Olaszország               |
| Alina Cojocaru                  | Balett-táncos                                   | Románia                   |
| Lu Wenyu                        | Építész                                         | Kína                      |
| Thom Mayne                      | Építész                                         | Amerikai Egyesült Államok |
| Anne-Sophie Pic                 | Séf                                             | Franciaország             |
| Trần Anh Hùng                   | Filmrendező                                     | Franciaország Vietnám     |

## Díjazottak

### Világdíjazottak
Repülőterek
| Díj vagy minősítés | Megvalósítás                        | Helység | Ország | Építész vagy tervező  | Ország |
| ------------------ | ----------------------------------- | ------- | ------ | --------------------- | ------ |
| Prix Versailles    | Peking-Daxing nemzetközi repülőtér  | Peking  | CHN    | Zaha Hadid Architects | GBR    |
| Belső Minősítés    | Eagle grófság regionális repülőtere | Gypsum  | USA    | Gensler               | USA    |
| Külső Minősítés    | Vân Đồn nemzetközi repülőtere       | Vân Đồn | VNM    | CPG Consultants       | SGP    |

Campusok
| Díj vagy minősítés | Megvalósítás                                                | Helység   | Ország | Építész vagy tervező     | Ország |
| ------------------ | ----------------------------------------------------------- | --------- | ------ | ------------------------ | ------ |
| Prix Versailles    | Melbourne Egyetem, Life Sciences Building                   | Melbourne | AUS    | Hassell                  | AUS    |
| Belső Minősítés    | University College London, hallgatói központ                | London    | GBR    | Nicholas Hare Architects | GBR    |
| Külső Minősítés    | Amherst-i Massachusetts Egyetem, Isenberg Menedzser Egyetem | Amherst   | USA    | Bjarke Ingels Group      | DNK    |

Állomások és megállók
| Díj vagy minősítés | Megvalósítás              | Helység       | Ország | Építész vagy tervező          | Ország |
| ------------------ | ------------------------- | ------------- | ------ | ----------------------------- | ------ |
| Prix Versailles    | Salesforce Transit Center | San Francisco | USA    | Pelli Clarke Pelli Architects | USA    |
| Belső Minősítés    | Msheireb metróállomás     | Doha          | QAT    | UNStudio                      | NLD    |
| Külső Minősítés    | Észak Køge Állomás        | Køge          | DNK    | Cobe                          | DNK    |

Sport
| Díj vagy minősítés | Megvalósítás              | Helység                | Ország | Építész vagy tervező | Ország |
| ------------------ | ------------------------- | ---------------------- | ------ | -------------------- | ------ |
| Prix Versailles    | Estadio Anoeta            | Donostia-San Sebastián | ESP    | Izaskun Larzabal     | ESP    |
| Belső Minősítés    | Tottenham Hotspur Stadion | London                 | GBR    | Populous             | GBR    |
| Külső Minősítés    | Puskás Aréna Budapest     | Budapest               | HUN    | Skardelli György     | HUN    |

Üzletek
| Díj vagy minősítés | Megvalósítás                | Helység    | Ország | Építész vagy dizájner    | Ország |
| ------------------ | --------------------------- | ---------- | ------ | ------------------------ | ------ |
| Prix Versailles    | Butik, Qatar nemzeti múzeum | Doha       | QAT    | Koichi Takada Architects | AUS    |
| Belső Minősítés    | Selo                        | São Paulo  | BRA    | MNMA                     | BRA    |
| Külső Minősítés    | The Looking Glass           | Amszterdam | NLD    | UNStudio                 | NLD    |

Plázák
| Díj vagy minősítés | Megvalósítás         | Helység   | Ország | Építész vagy dizájner     | Ország |
| ------------------ | -------------------- | --------- | ------ | ------------------------- | ------ |
| Prix Versailles    | The Exchange         | Sydney    | AUS    | Kengo Kuma & Associates   | JPN    |
| Belső Minősítés    | Jewel Changi Airport | Szingapúr | SGP    | Safdie Architects / Benoy | GBR    |
| Külső Minősítés    | Kashiyama Daikanyama | Tokió     | JPN    | Nendo                     | JPN    |

Hotelek
| Díj vagy minősítés | Megvalósítás                    | Helység    | Ország | Építész vagy dizájner          | Ország |
| ------------------ | ------------------------------- | ---------- | ------ | ------------------------------ | ------ |
| Prix Versailles    | Aman Kyoto                      | Kiotó      | JPN    | Kerry Hill Architects          | SGP    |
| Belső Minősítés    | &Beyond Sossusvlei Desert Lodge | Sossusvlei | NAM    | Fox Browne Creative            | ZAF    |
| Külső Minősítés    | Arctic Bath                     | Harads     | SWE    | Bertil Harström / Johan Kauppi | SWE    |

Éttermek
| Díj vagy minősítés | Megvalósítás | Helység   | Ország | Építész vagy dizájner | Ország |
| ------------------ | ------------ | --------- | ------ | --------------------- | ------ |
| Prix Versailles    | Le Ronsard   | Marrákes  | MAR    | Gil Dez               | FRA    |
| Belső Minősítés    | Casa Talia   | Peking    | CHN    | CAA Architects        | CHN    |
| Külső Minősítés    | Under        | Lindesnes | NOR    | Snøhetta              | NOR    |

### Világ kiválasztások

#### Repülőterek
| Megvalósítás                                    | Helység     | Ország | Építész vagy dizájner | Ország |
| ----------------------------------------------- | ----------- | ------ | --------------------- | ------ |
| Peking-Daxing nemzetközi repülőtér              | Peking      | CHN    | Zaha Hadid Architects | GBR    |
| Spliti repülőtér                                | Kaštela     | HRV    | Ivan Vulić            | HRV    |
| V. Mohammed Casablanca repülőtér, Terminál 1    | Casablanca  | MAR    | Azzedine Baddou       | MAR    |
| Eagle grófság regionális repülőtere             | Gypsum      | USA    | Gensler               | USA    |
| Louis Armstrong nemzetközi repülőtér Új-Orléans | New Orleans | USA    | Leo A Daly            | USA    |
| Vân Đồn nemzetközi repülőtere                   | Vân Đồn     | VNM    | CPG Consultants       | SGP    |

#### Campusok
| Megvalósítás                                                | Helység   | Ország | Építész vagy dizájner         | Ország |
| ----------------------------------------------------------- | --------- | ------ | ----------------------------- | ------ |
| Melbourne Egyetem, Life Sciences Building                   | Melbourne | AUS    | Hassell                       | AUS    |
| Nankai Egyetem, Haibing Center                              | Tiencsin  | CHN    | Vector Architects             | CHN    |
| University College London, hallgatói központ                | London    | GBR    | Nicholas Hare Architects      | GBR    |
| Szingapúri Nemzeti Egyetem, School of Design & Environment  | Szingapúr | SGP    | Serie Architects              | SGP    |
| Yale Egyetem, új Science Building                           | New Haven | USA    | Pelli Clarke Pelli Architects | USA    |
| Amherst-i Massachusetts Egyetem, Isenberg Menedzser Egyetem | Amherst   | USA    | Bjarke Ingels Group           | DNK    |

#### Állomások és megállók
| Megvalósítás                                         | Helység       | Ország | Építész vagy dizájner         | Ország |
| ---------------------------------------------------- | ------------- | ------ | ----------------------------- | ------ |
| Liantang kikötő                                      | Sencsen       | CHN    | Ronald Lu and Partners        | CHN    |
| Észak Køge Állomás                                   | Køge          | DNK    | Cobe                          | DNK    |
| Al Wakra metróállomás                                | Al Wakrah     | QAT    | UNStudio                      | NLD    |
| Msheireb metróállomás                                | Doha          | QAT    | UNStudio                      | NLD    |
| Abdul Aziz király nemzetközi repülőtér vasútállomása | Dzsidda       | SAU    |                               |        |
| Salesforce Transit Center                            | San Francisco | USA    | Pelli Clarke Pelli Architects | USA    |

#### Sport
| Megvalósítás              | Helység                | Ország | Építész vagy dizájner | Ország |
| ------------------------- | ---------------------- | ------ | --------------------- | ------ |
| Al-Maktoum Stadion        | Dubaj                  | ARE    | OBE Architects        | ARE    |
| Estadio Anoeta            | Donostia-San Sebastián | ESP    | Izaskun Larzabal      | ESP    |
| Tottenham Hotspur Stadion | London                 | GBR    | Populous              | GBR    |
| Puskás Aréna Budapest     | Budapest               | HUN    | Skardelli György      | HUN    |
| Papua Bangkit Stadion     | Jayapura               | IDN    |                       |        |
| VTB Aréna - Dynamo        | Moszkva                | RUS    | Manica Architecture   | USA    |

### Kontinentális díjazottak

#### Afrika és Nyugat-Ázsia
Üzletek
| Díj vagy minősítés | Megvalósítás                | Helység | Ország | Építész vagy dizájner    | Ország |
| ------------------ | --------------------------- | ------- | ------ | ------------------------ | ------ |
| Prix Versailles    | Butik, Qatar nemzeti múzeum | Doha    | QAT    | Koichi Takada Architects | AUS    |
| Belső Minősítés    | % Arabica Coffee            | Sharq   | KWT    | Nendo                    | JPN    |
| Külső Minősítés    | Huqqa - Marsa Plaza         | Maszkat | OMN    | acme                     | GBR    |

Plázák
| Díj vagy minősítés | Megvalósítás  | Helység | Ország | Építész vagy dizájner | Ország |
| ------------------ | ------------- | ------- | ------ | --------------------- | ------ |
| Prix Versailles    | Nakheel Mall  | Dubaj   | ARE    | RSP Architects        | USA    |
| Belső Minősítés    | Fourways Mall | Sandton | ZAF    | Boogertman + Partners | ZAF    |
| Külső Minősítés    | Ajdan Walk    | Khobar  | SAU    | Benoy                 | GBR    |

Hotelek
| Díj vagy minősítés | Megvalósítás                    | Helység    | Ország | Építész vagy dizájner          | Ország |
| ------------------ | ------------------------------- | ---------- | ------ | ------------------------------ | ------ |
| Prix Versailles    | The Chedi Al Bait               | Sardzsa    | ARE    | Godwin Austen Johnson          | ARE    |
| Belső Minősítés    | &Beyond Sossusvlei Desert Lodge | Sossusvlei | NAM    | Fox Browne Creative            | ZAF    |
| Külső Minősítés    | The Oberoi                      | Marrákes   | MAR    | Collier & Partners Architectes | MAR    |

Éttermek
| Díj vagy minősítés | Megvalósítás | Helység             | Ország | Építész vagy dizájner         | Ország |
| ------------------ | ------------ | ------------------- | ------ | ----------------------------- | ------ |
| Prix Versailles    | Le Ronsard   | Marrákes            | MAR    | Gil Dez                       | FRA    |
| Belső Minősítés    | Jao Camp     | Moremi Game Reserve | BWA    | Silvio Rech + Lesley Carstens | ZAF    |
| Külső Minősítés    | Nammos       | Dubaj               | ARE    | Elastic Architects            | GRC    |

#### Közép-és Dél Amerika, Karib-tenger
Üzletek
| Díj vagy minősítés | Megvalósítás | Helység   | Ország | Építész vagy dizájner        | Ország |
| ------------------ | ------------ | --------- | ------ | ---------------------------- | ------ |
| Prix Versailles    | Haight       | São Paulo | BRA    | Entre Terras / Pablo Resende | BRA    |
| Belső Minősítés    | Selo         | São Paulo | BRA    | MNMA                         | BRA    |
| Külső Minősítés    | Premises E55 | La Calera | ARG    | Bender Freiberg Arquitectos  | ARG    |

Plázák
| Díj vagy minősítés | Megvalósítás          | Helység | Ország | Építész vagy dizájner | Ország |
| ------------------ | --------------------- | ------- | ------ | --------------------- | ------ |
| Prix Versailles    | nem kapott elismerést |         |        |                       |        |
| Belső Minősítés    | nem kapott elismerést |         |        |                       |        |
| Külső Minősítés    | Conviver Space        | Osasco  | BRA    | DMDV arquitetos       | BRA    |

Hotelek
| Díj vagy minősítés | Megvalósítás          | Helység           | Ország | Építész vagy dizájner             | Ország |
| ------------------ | --------------------- | ----------------- | ------ | --------------------------------- | ------ |
| Prix Versailles    | Cirqa                 | Arequipa          | PER    | Stephanie Chang / Daniel Cisneros | PER    |
| Belső Minősítés    | Hotel Fasano Salvador | Salvador da Bahia | BRA    | Isay Weinfeld                     | BRA    |
| Külső Minősítés    | Kachi Lodge           | Salar de Uyuni    | BOL    | Amazing Escapes                   | CHE    |

Éttermek
| Díj vagy minősítés | Megvalósítás       | Helység      | Ország | Építész vagy dizájner | Ország |
| ------------------ | ------------------ | ------------ | ------ | --------------------- | ------ |
| Prix Versailles    | Éllo               | Jericoacoara | BRA    | Mareines Arquitetura  | BRA    |
| Belső Minősítés    | Nayara Tented Camp | La Fortuna   | CRI    | Luxury Frontiers      | USA    |
| Külső Minősítés    | Bullguer Centro    | São Paulo    | BRA    | SuperLimão            | BRA    |

#### Észak-Amerika
Üzletek
| Díj vagy minősítés | Megvalósítás         | Helység  | Ország | Építész vagy dizájner | Ország |
| ------------------ | -------------------- | -------- | ------ | --------------------- | ------ |
| Prix Versailles    | Apple Ötödik Sugárút | New York | USA    | Foster + Partners     | GBR    |
| Belső Minősítés    | Hermès               | New York | USA    | RDAI                  | FRA    |
| Külső Minősítés    | Apple Aventura       | Aventura | USA    | Foster + Partners     | GBR    |

Plázák
| Díj vagy minősítés | Megvalósítás                            | Helység   | Ország | Építész vagy dizájner | Ország |
| ------------------ | --------------------------------------- | --------- | ------ | --------------------- | ------ |
| Prix Versailles    | The Shops & Restaurants at Hudson Yards | New York  | USA    | Kohn Pedersen Fox     | USA    |
| Belső Minősítés    | Seminole Hard Rock Hollywood            | Hollywood | USA    |                       |        |
| Külső Minősítés    | Echelon Seaport                         | Boston    | USA    | Kohn Pedersen Fox     | USA    |

Hotelek
| Díj vagy minősítés | Megvalósítás         | Helység        | Ország | Építész vagy tervező             | Ország |
| ------------------ | -------------------- | -------------- | ------ | -------------------------------- | ------ |
| Prix Versailles    | Chablé Maroma        | Solidaridad    | MEX    | Javier Fernández / Paulina Morán | MEX    |
| Belső Minősítés    | Maison de la Luz     | New Orleans    | USA    | Studio Shamshiri                 | USA    |
| Külső Minősítés    | Nobu Hotel Los Cabos | Cabo San Lucas | MEX    | WATG / Studio PCH                | USA    |

Éttermek
| Díj vagy minősítés | Megvalósítás  | Helység     | Ország | Építész vagy tervező | Ország |
| ------------------ | ------------- | ----------- | ------ | -------------------- | ------ |
| Prix Versailles    | Cathédrale    | New York    | USA    | Tresoldi Studio      | ITA    |
| Belső Minősítés    | Kosushi Miami | Miami       | USA    | Studio Arthur Casas  | BRA    |
| Külső Minősítés    | Xuva’         | Mexikóváros | MEX    | Mecate Studio        | MEX    |

#### Közép- és Északkelet-Ázsia
Üzletek
| Díj vagy minősítés | Megvalósítás                | Helység | Ország | Építész vagy tervező      | Ország |
| ------------------ | --------------------------- | ------- | ------ | ------------------------- | ------ |
| Prix Versailles    | Xiadi Paddy Field Bookstore | Ningde  | CHN    | Trace Architecture Office | CHN    |
| Belső Minősítés    | Sinan Books Poetry Store    | Sanghaj | CHN    | Wutopia Lab               | CHN    |
| Külső Minősítés    | Ryogoku Yuya Edoyu Spa      | Tokió   | JPN    | Kubo Tsushima Architects  | JPN    |

Plázák
| Díj vagy minősítés | Megvalósítás                     | Helység  | Ország | Építész vagy tervező | Ország |
| ------------------ | -------------------------------- | -------- | ------ | -------------------- | ------ |
| Prix Versailles    | K11 Musea                        | Hongkong | CHN    | LAAB Architects      | CHN    |
| Belső Minősítés    | Bund Financial Center South Mall | Sanghaj  | CHN    | Kokaistudios         | CHN    |
| Külső Minősítés    | Kashiyama Daikanyama             | Tokió    | JPN    | Nendo                | JPN    |

Hotelek
| Díj vagy minősítés | Megvalósítás          | Helység   | Ország | Építész vagy tervező  | Ország |
| ------------------ | --------------------- | --------- | ------ | --------------------- | ------ |
| Prix Versailles    | Aman Kyoto            | Kiotó     | JPN    | Kerry Hill Architects | SGP    |
| Belső Minősítés    | JW Marriott Qufu      | Csüfu     | CHN    | LTW Designworks       | CHN    |
| Külső Minősítés    | Sunriver Resort & Spa | Huangshan | CHN    | Cheng Chung Design    | CHN    |

Éttermek
| Díj vagy minősítés | Megvalósítás    | Helység | Ország | Építész vagy tervező    | Ország |
| ------------------ | --------------- | ------- | ------ | ----------------------- | ------ |
| Prix Versailles    | Charcohol       | Sanghaj | CHN    | Studio8                 | CHN    |
| Belső Minősítés    | Casa Talia      | Peking  | CHN    | CAA Architects          | CHN    |
| Külső Minősítés    | Mikuni Izukogen | Itó     | JPN    | Kengo Kuma & Associates | JPN    |

#### Dél-Ázsia és Óceánia
Üzletek
| Díj vagy minősítés | Megvalósítás             | Helység     | Ország | Építész vagy tervező          | Ország |
| ------------------ | ------------------------ | ----------- | ------ | ----------------------------- | ------ |
| Prix Versailles    | Aesop Pitt Street        | Sydney      | AUS    | Snøhetta                      | NOR    |
| Belső Minősítés    | Angadi Heritage          | Bengaluru   | IND    | Abha Narain Lambah Associates | IND    |
| Külső Minősítés    | Amanpuri Retail Pavilion | Cherngtalay | THA    | Kengo Kuma & Associates       | JPN    |

Plázák
| Díj vagy minősítés | Megvalósítás         | Helység   | Ország | Építész vagy tervező      | Ország |
| ------------------ | -------------------- | --------- | ------ | ------------------------- | ------ |
| Prix Versailles    | The Exchange         | Sydney    | AUS    | Kengo Kuma & Associates   | JPN    |
| Belső Minősítés    | Jewel Changi Airport | Szingapúr | SGP    | Safdie Architects / Benoy | GBR    |
| Külső Minősítés    | Design Orchard       | Szingapúr | SGP    | WOHA                      | SGP    |

Hotelek
| Díj vagy minősítés | Megvalósítás     | Helység   | Ország | Építész vagy tervező       | Ország |
| ------------------ | ---------------- | --------- | ------ | -------------------------- | ------ |
| Prix Versailles    | Lelewatu         | Sumba     | IDN    | Popo Danes / Melati Danes  | IDN    |
| Belső Minősítés    | Rosewood Bangkok | Bangkok   | THA    | Kohn Pedersen Fox          | USA    |
| Külső Minősítés    | Little Shelter   | Csiangmaj | THA    | Department of Architecture | THA    |

Éttermek
| Díj vagy minősítés | Megvalósítás        | Helység       | Ország | Építész vagy tervező | Ország |
| ------------------ | ------------------- | ------------- | ------ | -------------------- | ------ |
| Prix Versailles    | Choui Fong Tea Cafe | Chiang Rai    | THA    | IDIN Architects      | THA    |
| Belső Minősítés    | Qualia              | Mumbai        | IND    | Serie Architects     | GBR    |
| Külső Minősítés    | Patom Cafe          | Nakhon Pathom | THA    | Nitaprow             | THA    |

#### Európa
Üzletek
| Díj vagy minősítés | Megvalósítás        | Helység        | Ország | Építész vagy tervező | Ország |
| ------------------ | ------------------- | -------------- | ------ | -------------------- | ------ |
| Prix Versailles    | Dior Champs-Élysées | Párizs         | FRA    | Terres Rouges        | FRA    |
| Belső Minősítés    | Bioaroma            | Ágios Nikólaos | GRC    | KAAF                 | GRC    |
| Külső Minősítés    | The Looking Glass   | Amszterdam     | NLD    | UNStudio             | NLD    |

Plázák
| Díj vagy minősítés | Megvalósítás                      | Helység | Ország | Építész vagy tervező            | Ország |
| ------------------ | --------------------------------- | ------- | ------ | ------------------------------- | ------ |
| Prix Versailles    | Galeries Lafayette Champs-Élysées | Párizs  | FRA    | Bjarke Ingels Group             | DNK    |
| Belső Minősítés    | Stenna                            | Flims   | CHE    | Baumschlager Eberle Architekten | CHE    |
| Külső Minősítés    | Cour Bareuzai                     | Dijon   | FRA    | Chapman Taylor                  | GBR    |

Hotelek
| Díj vagy minősítés | Megvalósítás                       | Helység | Ország | Építész vagy tervező           | Ország |
| ------------------ | ---------------------------------- | ------- | ------ | ------------------------------ | ------ |
| Prix Versailles    | InterContinental Lyon - Hôtel Dieu | Lyon    | FRA    | Jean-Philippe Nuel             | FRA    |
| Belső Minősítés    | Il Palazzo Experimental            | Velence | ITA    | Dorothée Meilichzon            | FRA    |
| Külső Minősítés    | Arctic Bath                        | Harads  | SWE    | Bertil Harström / Johan Kauppi | SWE    |

Éttermek
| Díj vagy minősítés | Megvalósítás | Helység   | Ország | Építész vagy tervező  | Ország |
| ------------------ | ------------ | --------- | ------ | --------------------- | ------ |
| Prix Versailles    | Ogata        | Párizs    | FRA    | Simplicity            | JPN    |
| Belső Minősítés    | Oursin       | Párizs    | FRA    | Simon Porte Jacquemus | FRA    |
| Külső Minősítés    | Under        | Lindesnes | NOR    | Snøhetta              | NOR    |

## Fordítás
Ez a szócikk részben vagy egészben  a   Prix Versailles 2020 című francia Wikipédia-szócikk ezen változatának fordításán alapul.  Az eredeti cikk szerkesztőit annak laptörténete sorolja fel. Ez a jelzés csupán a megfogalmazás eredetét és a szerzői jogokat jelzi, nem szolgál a cikkben szereplő információk forrásmegjelöléseként.